# Liste der Kulturdenkmale im Erzgebirgskreis

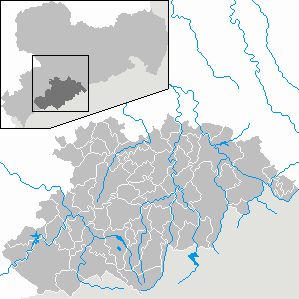
Karte des Erzgebirgskreises

In der Liste der Kulturdenkmale im Erzgebirgskreis sind die Kulturdenkmale im Erzgebirgskreis aufgelistet. Grundlage der Einzellisten sind die in den jeweiligen Listen angegebenen Quellen. Die Anmerkungen sind zu beachten.
Diese Liste ist eine Teilliste der Liste der Kulturdenkmale in Sachsen.

## Aufteilung
Wegen der großen Anzahl von Kulturdenkmalen im Erzgebirgskreis ist diese Liste in Teillisten nach den Städten und Gemeinden aufgeteilt.
| - Annaberg (A–K) - Annaberg (L–Z) - Buchholz - Cunersdorf | - Frohnau - Geyersdorf - Kleinrückerswalde |

| - Drebach - Grießbach - Scharfenstein | - Spinnerei - Venusberg - Wilischthal - Wiltzsch |

| - Blauenthal - Carlsfeld - Eibenstock - Neidhardtsthal | - Oberwildenthal - Sosa - Wildenthal - Wolfsgrün |

| - Jöhstadt - Grumbach - Neugrumbach | - Oberschmiedeberg - Schmalzgrube - Steinbach |

| - Ansprung - Gebirge - Gelobtland - Grundau - Hinterer Grund - Hüttengrund | - Kühnhaide - Lauta - Lauterbach - Marienberg - Niederlauterstein - Pobershau | - Reitzenhain - Rittersberg - Rübenau - Satzung - Sorgau - Zöblitz |

| - Olbernhau - Blumenau - Dittmannsdorf - Dörnthal | - Hallbach - Haselbach - Hallbach - Pfaffroda - Rothenthal |

| - Forchheim - Görsdorf - Kalkwerk - Lengefeld | - Lippersdorf - Nennigmühle - Pockau | - Rauenstein - Reifland - Wernsdorf - Wünschendorf |

| - Altstadt - Bermsgrün - Crandorf - Erla - Grünstädtel | - Heide - Hofgarten - Jägerhaus - Neustadt - Neuwelt | - Pöhla - Rockelmann - Sachsenfeld - Vorstadt/Bärenackerweg - Wildenau/Brückenberg |

| - Stollberg/Erzgeb. - Beutha - Gablenz | - Hoheneck - Mitteldorf - Oberdorf - Raum |

| - Wolkenstein - Falkenbach - Floßplatz | - Gehringswalde - Heinzebank - Hilmersdorf | - Huth - Niederau - Schönbrunn - Warmbad |

| - Zwönitz - Brünlos - Dorfchemnitz - Günsdorf | - Hormersdorf - Kühnhaide - Lenkersdorf - Niederzwönitz |